# Eulychnia acida
Eulychnia acida  és una espècie de planta fanerògama de la familia dels cactus (Cactaceae).

## Descripció

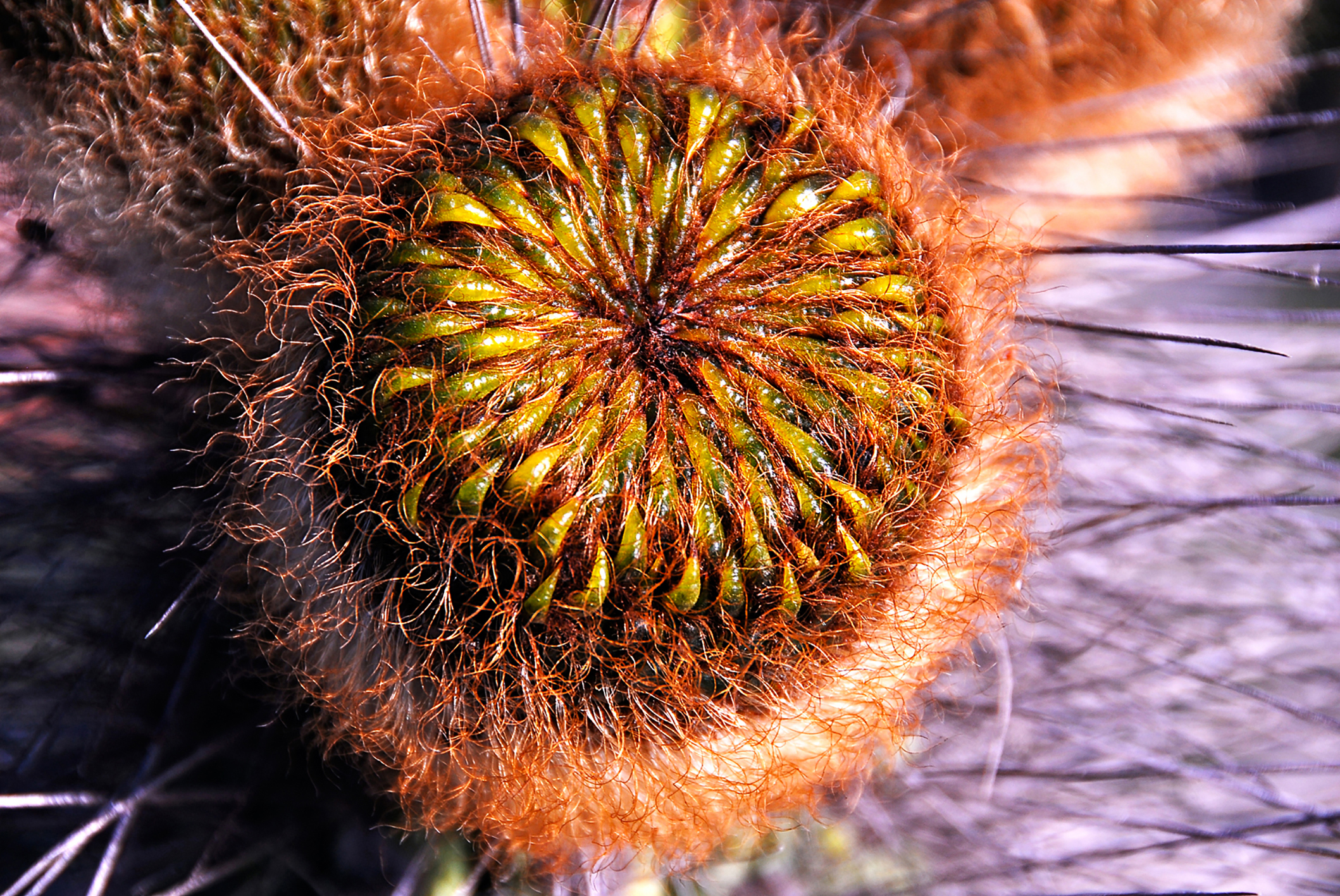
Vista de la planta

Eulychnia acida és un cactus arborescent, de formació principalment columnar que es va ramificant en el seu creixement, un sol tronc basemental, arribant a tenir una copa profusa de fins a tres metres de diàmetre, amb altures variades, segons zona i microclima, d'1,5 a 6 m de alçada, molt ramificat. Presenta entre 10 a 16 costelles, amples i baixes. Presenta llargues espines flexibles i dòcils, de vegades robustes, de 10 a 16 al marge de les arèoles, 1 o 2 centrals de 10 a 20 cm de llarg.
Es poden confondre amb els quioscos (Yllave), ja que estan freqüentment associats als mateixos hàbitats. Les flors són de mida mitjana, pètals curts i de color rosat a blanc. Un Eulychnia acida pot tenir centenars d'anys de vida i la seva aportació a l'ecosistema és molt important al nord mig xilè, entre l'Huasco i l'Aconcagua.

## Distribució
Eulychnia acida és endèmica de Xile. Creix des de la Regió d'Atacama (Copiapó) fins a la Regió de Coquimbo (Illapel), en turons costaners i interiors d'exposició nord, en ambients àrids. És un dels elements més característics del matoll a la seva àrea de distribució. L'espècie es troba en el parc nacional Fray Jorge i Reserva Nacional Las Chinchillas.

## Ecología
Una diversitat d'organismes associats a Eulychnia acida generen un sistema de subsistència que ha evolucionat des de les remotes glaciacions i fins a l'aparició del desert, on s'han adaptat de manera excel·lent. Es vinculen a Eulychnia acida els insectes pol·linitzadors, aràcnids, fongs i molses, líquens i algunes plantes paràsites com el quintral de cactus. Aquesta molt comuna trobar dins del fruit madur larves d'insectes, com el cuc blau (eruga de papallona).
Durant milers d'anys aquesta planta va romandre sense alteracions al seu hàbitat, però en les últimes dècades ha estat exterminada a les zones periurbanes, per acció antròpica, ja sigui per a cultius o per extreure la seva fusta per elaborar "pals de pluja", artefacte que s'exporta a molts països. El desastre més gran per als copaos va arribar amb l'expansió de les vinyes i cultius de fruiters als vessants, amb reg tecnificat, ja que han estat eliminats i substituïts per espècies exòtiques, com cítrics, alvocaters, vinyes i altres cultius intensius sota reg.

## Usos
A partir de l'any 2005 es van iniciar estudis científics que han determinat que del fruit d'Eulychnia acida pot ser font de valuoses aportacions alimentàries a la humanitat, pels seus continguts de minerals i vitamines.
Alguns innovadors han posat en valor del fruit d'Eulychnia acida amb diversitat de productes com nèctar, melmelades, suc fresc al pas de turistes, còctel d'Eulychnia acida, també com a locions per al cabell, xampú, sabons i mel d'Eulychnia acida. Destaca el nou producte que uneix el famós pisco amb el nèctar del fruit d'Eulychnia acida, marca registrada «Piskopao» que es produeix als valls d'Elqui i  Limarí.
Des del 2010 alguns pagesos van començar a plantar horts d'Eulychnia acida per obtenir fruita de manera controlada, amb selecció d'espècies més destacades pel seu sabor, mida i color.

## Taxonomia
Eulychnia acida va ser descrita per Rodolfo Amando Philippi y publicado en Linnaea 33: 80, a l'any 1864.
Etimologia
Eulychnia: nom genèric derivat de les paraules grecs: "εὖ" (eu) = "bell" i "λύχνος" (lychnos) = "làmpada" al·ludint a que és com una "bella torxa".
acida: epítet llati que significa "àcida".
Sinonímia
- Cereus acidus (Phil.) K.Schum. in Gesamtbeschr. Kakt., Nachtr. 1: 22 (1903).[4][5]
- Philippicereus acidus (Phil.) Guiggi in Cactology 5(Suppl. 8): 9 (2020).[4]

Varietats
- Eulychnia acida var. acida
- Eulychnia acida var. elata	F.Ritter	Kakteen Südamerika 3: 896. 1980[5]